# Adrian Mihalcea
Adrian Dumitru Mihalcea (Slobozia, 24 maggio 1976) è un ex calciatore romeno, di ruolo attaccante, tecnico dell'UTA Arad.

## Carriera
Vinse un campionato romeno nel 2000 con la Dinamo Bucarest e 3 Coppe di Romania con la stessa squadra (2000, 2001, 2005). Ha giocato anche in Italia nel campionato di Serie B con le maglie di Genoa e Verona.

## Statistiche

### Cronologia presenze e reti in nazionale
| Cronologia completa delle presenze e delle reti in nazionale ― Romania | Cronologia completa delle presenze e delle reti in nazionale ― Romania | Cronologia completa delle presenze e delle reti in nazionale ― Romania | Cronologia completa delle presenze e delle reti in nazionale ― Romania | Cronologia completa delle presenze e delle reti in nazionale ― Romania | Cronologia completa delle presenze e delle reti in nazionale ― Romania | Cronologia completa delle presenze e delle reti in nazionale ― Romania | Cronologia completa delle presenze e delle reti in nazionale ― Romania |
| Data                                                                   | Città                                                                  | In casa                                                                | Risultato                                                              | Ospiti                                                                 | Competizione                                                           | Reti                                                                   | Note                                                                   |
| ---------------------------------------------------------------------- | ---------------------------------------------------------------------- | ---------------------------------------------------------------------- | ---------------------------------------------------------------------- | ---------------------------------------------------------------------- | ---------------------------------------------------------------------- | ---------------------------------------------------------------------- | ---------------------------------------------------------------------- |
| 2-9-1998                                                               | Bucarest                                                               | Romania                                                                | 7 – 0                                                                  | Liechtenstein                                                          | Qual. Euro 2000                                                        | -                                                                      | 68’                                                                    |
| 5-9-1998                                                               | Ta' Qali                                                               | Germania                                                               | 1 – 1                                                                  | Romania                                                                | Amichevole                                                             | -                                                                      | 90’                                                                    |
| 10-10-1998                                                             | Porto                                                                  | Portogallo                                                             | 0 – 1                                                                  | Romania                                                                | Qual. Euro 2000                                                        | -                                                                      | 88’                                                                    |
| 14-10-1998                                                             | Budapest                                                               | Ungheria                                                               | 1 – 1                                                                  | Romania                                                                | Qual. Euro 2000                                                        | -                                                                      | 85’                                                                    |
| 3-3-1999                                                               | Bucarest                                                               | Romania                                                                | 2 – 0                                                                  | Estonia                                                                | Amichevole                                                             | -                                                                      | 46’                                                                    |
| 31-3-1999                                                              | Baku                                                                   | Azerbaigian                                                            | 0 – 1                                                                  | Romania                                                                | Qual. Euro 2000                                                        | -                                                                      | 88’                                                                    |
| 2-2-2000                                                               | Pafo                                                                   | Romania                                                                | 2 – 0                                                                  | Lettonia                                                               | Torneo di Cipro 2000 - Quarti di finale                                | -                                                                      | 87’                                                                    |
| 4-2-2000                                                               | Larnaca                                                                | Romania                                                                | 1 – 1 dts (4 - 2 dtr)                                                  | Georgia                                                                | Torneo di Cipro 2000 - Semifinale                                      | -                                                                      | 56’                                                                    |
| 6-2-2000                                                               | Nicosia                                                                | Cipro                                                                  | 3 – 2 dts                                                              | Romania                                                                | Torneo di Cipro 2000 - Finale                                          | -                                                                      | 67’                                                                    |
| 29-3-2000                                                              | Atene                                                                  | Grecia                                                                 | 2 – 0                                                                  | Romania                                                                | Amichevole                                                             | -                                                                      | 65’                                                                    |
| 26-2-2001                                                              | Nicosia                                                                | Ucraina                                                                | 0 – 1 dts                                                              | Romania                                                                | Torneo di Cipro 2001 - Semifinale                                      | -                                                                      | 59’                                                                    |
| 25-4-2001                                                              | Ploiești                                                               | Romania                                                                | 0 – 0                                                                  | Slovacchia                                                             | Amichevole                                                             | -                                                                      | 80’                                                                    |
| 15-8-2001                                                              | Lubiana                                                                | Slovenia                                                               | 2 – 2                                                                  | Romania                                                                | Amichevole                                                             | -                                                                      | 66’                                                                    |
| 6-10-2001                                                              | Bucarest                                                               | Romania                                                                | 1 – 1                                                                  | Georgia                                                                | Qual. Mondiali 2002                                                    | -                                                                      | 60’                                                                    |
| 14-11-2001                                                             | Bucarest                                                               | Romania                                                                | 1 – 1                                                                  | Slovenia                                                               | Qual. Mondiali 2002                                                    | -                                                                      | 79’                                                                    |
| 30-4-2003                                                              | Kaunas                                                                 | Lituania                                                               | 0 – 1                                                                  | Romania                                                                | Amichevole                                                             | -                                                                      | 69’                                                                    |
| 16-11-2003                                                             | Ancona                                                                 | Italia                                                                 | 1 – 0                                                                  | Romania                                                                | Amichevole                                                             | -                                                                      | 81’                                                                    |
| Totale                                                                 |                                                                        | Presenze                                                               | 17                                                                     |                                                                        | Reti                                                                   | 0                                                                      |                                                                        |

## Palmarès

### Club

#### Competizioni nazionali
- Campionato rumeno: 1

Dinamo Bucarest: 1999-2000
- Coppa di Romania: 3

Dinamo Bucarest: 1999-2000, 2000-2001, 2004-2005